# Het eiland Amoras
Het eiland Amoras is het tweede stripverhaal uit de reeks van Suske en Wiske. Het is geschreven en getekend door Willy Vandersteen. Het verhaal werd van 19 december 1945 tot en met 13 mei 1946 gepubliceerd in De Nieuwe Standaard.
Het werd oorspronkelijk uitgegeven als Op het eiland Amoras. De eerste albumuitgave was in 1947, destijds in de Vlaamse ongekleurde reeks. Het verhaal kreeg hierin nummer 1, omdat Rikki en Wiske in Chocowakije in deze reeks nummer 0 had gekregen. In 1967 verscheen een geheel hertekende versie opnieuw in de Vierkleurenreeks, nu met albumnummer 68.

## Locaties
- België en het fictieve eiland Amoras

## Personages
- Wiske met Schanulleke en tante Sidonia en de Vetten en de Mageren

In dit verhaal maken diverse personages hun debuut, inclusief twee van de latere hoofpersonages:
- Suske, die hier nog een vaste inwoner van Amoras is.
- Professor Barabas
- Sus Antigoon, een dronken spook en voorouder van Suske. Hij zou nog terugkeren in diverse latere verhalen[a]
- Jef Blaaskop, de leider van de Vetten.[b]

## Uitvindingen
- De teletijdmachine
- De gyronef

Beide toestellen maken in dit verhaal hun debuut.

## Het verhaal
Tante Sidonia en Wiske brengen een dagje door op het strand. Wiske zit krabben te vissen maar vist behalve een paar krabben ook een oude kruik op. Als Sidonia de kruik weggooit belandt die op het hoofd van professor Barabas, die een eindje verderop op het strand ligt. De professor is erg nieuwsgierig naar de herkomst van de kruik. Met een uitvinding van Barabas, de teletijdmachine, kunnen de vrienden de geschiedenis van de kruik bekijken. Door een fout van Wiske ontploft de machine, maar ze weten nu wel dat er een perkament is in verborgen en gooien de kruik stuk. Er zit een oud stuk perkament in, geschreven door kapitein Sus Antigoon. Op het perkament valt te lezen dat zijn galjoen Antverpia in 1541 is gestrand op een onbekend eiland in de Stille Zuidzee, dat ze Amoras doopten. De drie besluiten ernaartoe te reizen met behulp van een speciaal door de professor ontworpen helikopter : de gyronef.
Eenmaal aangekomen op het eiland Amoras maken ze kennis met de Vetten en de Mageren. De Vetten wonen in de stad en heersen over het eiland. De Mageren wonen op het platteland en moeten hard werken en iedereen van eten voorzien. Wiske maakt kennis met Suske, een onstuimige jongen die de laatst levende nakomeling blijkt te zijn van Sus Antigoon. Zijn strijdkreet is "Seefhoek vooruit". Barabas en Sidonia worden in de stad gevangengenomen door de Vetten, die onder leiding staan van leenheer Jef Blaaskop.
Suske en Wiske dringen de stad binnen en ontmoeten daar Suskes over-over-over-overgrootvader Sus Antigoon, die is bezweken aan alcoholisme maar als spook nog steeds rondwaart. Met behulp van Sus Antigoon kunnen ze Sidonia bevrijden, maar professor Barabas blijft achter in de stad. Samen met de Mageren bereiden de vrienden een opstand voor. Als de Vetten professor Barabas op de brandstapel zetten, lukt het Suske, Wiske en Sus Antigoon hem te redden. Als ze in het nauw gedreven worden door de Vetten, vallen de Mageren de stad net aan. Wiske weet de sleutel van de stad te bemachtigen na een achtervolging op de vluchtende Jef Blaaskop, waarna ze tot koningin van Amoras wordt gekroond.
Jef Blaaskop probeert de kruitkamer in de Schreierstoren tot ontploffing te brengen, maar Sus Antigoon weet dit te voorkomen, Jef ontsnapt met zijn galjoen De Galblaas en vestigt zich op een ander eiland. Hij laat enkele spionnen achter op Amoras om de Mageren in de gaten te houden. Wiske verheft Suske en tante Sidonia in de adelstand, Suske wordt bovendien minister van landsverdediging. Professor Barabas wordt benoemd tot minister van eten en drinken. Hij moet met de gyronef voedsel halen in Amerika, want de Vetten hebben de voedselvoorraden vernietigd en het volk heeft honger. Schanulleke wordt gestolen. Als professor Barabas terugkomt met de voedselpakketten lijkt de rust even weergekeerd, maar er blijkt alleen kauwgom in de pakken te zitten. Dat bevalt de inwoners niet.
's Nachts wordt er een bomaanslag op Wiske gepleegd, maar ze raakt niet gewond. De spionnen krijgen dan professor Barabas in handen en hij wordt naar de schuilplaats van Jef Blaaskop gebracht. De Vetten hebben een oorlogsvloot gebouwd en vallen Amoras aan. Suske en Wiske bekogelen de vloot vanuit de gyronef, maar dan blijkt professor Barabas aan boord aan een kanon gebonden te zijn. Suske kan hem bevrijden en brengt het schip tot ontploffing, maar kan niet op tijd wegkomen. Jef Blaaskop wordt overmeesterd en de Vetten geven zich over. Op het eiland wordt weer voedsel geproduceerd, maar Wiske treurt vooral om de verdwenen Suske. De Vetten worden veroordeeld tot een heropvoedingscursus en moeten afvallen tot een normaal gewicht. Na een tijdje krijgt Wiske Schanulleke terug van Jef Blaaskop, die inmiddels berouw heeft.
Sus Antigoon is door de Vakvereniging van Spoken van zijn straf om als spook te moeten rondwaren ontslagen en vertrekt nu naar het geestenrijk. Zijn fles geeft hij aan Wiske. Wiske besluit dat het tijd is om naar huis terug te keren en dan blijkt Suske nog te leven. Ze pikken hem op van een klein eiland en nemen hem mee naar België. Suske leert hier al snel wat "beschaving" is als hij over de Vietnamoorlog hoort, de wereld is hier 400 jaar verder dan op Amoras. De familie Snoek is erbij als de vrienden worden gehuldigd.
Als ze weer thuis zijn bekijken de vrienden met behulp van de teletijdmachine Amoras nogmaals. Alles blijkt er nu goed te gaan, iedereen leeft gelukkig en in vrede. De zwaarden zijn omgesmolten tot ploegen en hiermee wordt het land bewerkt. Jef Blaaskop is tandarts geworden.

## Achtergronden
- Vandersteen schreef Rikki, Wiske's oudere broer die in het vorige verhaal een van de hoofdpersonages was, aan het begin van Het eiland Amoras uit de reeks. In de aankondigingsstrook van dit tweede verhaal wordt Rikki eropuit gestuurd met een schoenenbon, maar hij keert hier niet van terug.[1] De reden was dat Rikki te veel op Kuifje leek en ook te groot was om een volwaardig tegenspeler van Wiske te kunnen zijn.
- In het allereerste verhaal kwam behalve Rikki ook nog ingenieur Wargaren voor. Dit personage leek al tamelijk op professor Barabas, die vanaf Het eiland Amoras een vaste rol in de serie had.
- Barabas vindt in dit verhaal de gyronef uit en beschikt over een eerste versie van de teletijdmachine.
- De teletijdmachine wordt hier nog niet (zoals in de latere verhalen) gebruikt om voorwerpen of personen door te de tijd te laten reizen, maar alleen om het verleden van voorwerpen te onderzoeken.
- Het verhaal heeft boven alles een sterk allegorische betekenis. Met name in de oorspronkelijke versie was Amoras in de eerste plaats een spiegel en/of karikatuur van zowel het eigentijdse als het 16e-eeuwse Antwerpen. Zo wonen de Mageren buiten de stadsmuren in de wijk Seefhoek, de Antwerpse volksbuurt waar Vandersteen zelf opgroeide.[2] Ook kent de stad diverse gebouwen die in Antwerpen echt bestaan.
- Eerder werd gedacht dat de naam Amoras een omkering was van Saroma, een merknaam van instantpuddingpoeder (in Nederland sinds 2002 verkocht onder de naam Kloppudding).
- Voor de "strijd tussen de Vetten en de Mageren" putte Vandersteen mogelijk inspiratie uit de "strijd tussen de Dikken en de Mageren" in Pieter Bruegel - zo heb ik uw werken geroken, een boek van Felix Timmermans.[3]
- Latere verhalen uit de serie die zich deels op het fictieve eiland Amoras afspelen zijn De stalen bloempot (1951), Het vliegende hart (1953), Amoris van Amoras (1984) en De verdwenen verteller (2002).

## Latere aanpassingen

### Tekeningen
Voor de introductie op de Nederlandse markt in 1959 werd een vrij verregaande hertekening noodzakelijk geacht. Amoras lijkt in deze versies van het verhaal bijgevolg soms eerder op Amsterdam dan op Antwerpen. Het strand waar de beginscène zich afspeelt, was door Vandersteen oorspronkelijk gesitueerd bij het Belgische plaatsje Doel. In latere edities wordt hier geen specifieke plaats meer genoemd. In de uiteindelijke Vierkleurenversie kwam een soort van "synthese tussen Vlaanderen en Nederland" tot stand. Zo is bijvoorbeeld het Steen uit de oorspronkelijke versie vervangen door de Schreierstoren.
In vergelijking met de sterk bijgeschaafde versie van Suske uit de meeste latere verhalen is hij hier in zijn debuutverhaal nog erg impulsief en geregeld zelfs agressief. Het woeste uiterlijk van Suske werd al vrij snel na zijn introductie in de strip drastisch gewijzigd. Bij de heruitgave in de Vierkleurenreeks in 1967 werd dit verhaal geheel hertekend, inclusief het uiterlijk van de hoofdpersonages. Zodoende is hier van de oorspronkelijke "woesteling" Suske niets meer terug te zien.
Bij zijn debuut in dit verhaal was professor Barabas nog een vrij dikke man, die bovendien stotterde. Vandersteen genas Barabas echter van deze spraakstoornis, omdat hij brieven kreeg van verontruste ouders die beweerden dat hun kinderen Barabas' gestotter imiteerden. Ook is van Barabas' dikke postuur later weinig meer terug te zien.

### Tekst
Daarnaast zijn vrij veel oorspronkelijke tekstballonnen zoals die in 1945-1946 in de Vlaamse kranten waren verschenen, later flink aangepast en soms kuiser gemaakt. Ook hier werd met name geprobeerd om het verhaal meer op een Nederlands lezerspubliek te richten. Suskes oorspronkelijke "puur Antwerpse" strijdkreet Seefhoek vooruit! werd gewijzigd in Antigoon vooruit!. In de oorspronkelijke tekstballonnen waren veel dialogen nog in het Antwerpse dialect, of hadden duidelijke kenmerken hiervan. Dit is in vrijwel alle Suske en Wiske-verhalen aangepast naar Standaardnederlands, nadat de stripreeks ook in Nederland steeds meer bekendheid kreeg.
Vandersteen verwees geregeld naar zaken die destijds tot het dagelijks leven behoorden maar tegenwoordig minder bekend zijn, zoals eierpoeder. Daarnaast zijn bepaalde woordkeuzes met een voor velen te sterke gevoelswaarde (zoals bombarderen, dat in de eerste albumuitgave van 1947 nog wel gebruikt werd) later vervangen door minder heftige woorden. Vandersteen maakte in zijn oorspronkelijke teksten zelfs een rechtstreekse toespeling op de concentratiekampen uit de Tweede Wereldoorlog (door Jef Blaaskop het hierover te laten hebben wanneer die zich bij zijn eerste kennismaking met Suske en Wiske zeer geringschattend uitlaat over de "westerse beschaving"). Bij latere uitgave is deze tekst geheel verdwenen. Suskes strijdkreet werd in deze edities veranderd in Jordaan vooruit!
De volksbuurt van de Mageren heet nu Antigoon.

## Uitgaven

### Achtergronden bij de uitgaven
De publicatie in De Nieuwe Standaard begon met een aankondiging van 2 stroken op 19 december 1945, waarna het verhaal volgde in 220 stroken van 20 december 1945 tot en met 13 mei 1946.
Het verhaal verscheen voor het eerst in albumvorm in de Vlaamse ongekleurde reeks in 1947. Zowel De Standaard als De Stem gaven het uit. Met name de laatste is in een aanmerkelijk kleinere oplage verschenen en dus zeer zeldzaam. Een jaar later wordt door beide uitgevers een versie op de markt gebracht in nieuwe spelling; zo werd bijvoorbeeld 'zoo' veranderd in 'zo'.
In 1959 verscheen het album in de Hollandse ongekleurde reeks. Formeel waren deze uitgaven geen "ongekleurde" versie, maar een tweekleurenversie. Het verhaal werd namelijk uitgebracht in blauwe inkt met een rode steunkleur. Na deze uitgave(n) werden de albums gedrukt afwisselend met twee pagina's blauwe lijntekeningen en vervolgens twee pagina's met rode lijnen.
Het verhaal werd in 1967 in de Vierkleurenreeks heruitgebracht, als tweede album in deze reeks (na De poenschepper). Voor deze versie werd het geheel hertekend door Paul Geerts. Het oorspronkelijke verhaal telde bovendien één pagina extra; in de Vierkleurenreeks is de bestorming van de toren door Suske en Wiske ingekort (voor blz. 27), om aan het standaardformaat te voldoen. Het was tevens het eerste Suske en Wiske-verhaal dat in de Vierkleurenreeks werd heruitgegeven.
De oorspronkelijke versie van het verhaal werd in 1993 heruitgegeven in Suske en Wiske Klassiek.

## Varia
- Op zaterdag 13 mei 2006 werd in de Korte Ridderstraat 8 te Antwerpen een stripmuur onthuld met een afbeelding van de oorspronkelijke cover van het verhaal.[7]